# Let's Get Happy
"Let's Get Happy" hette Tysklands bidrag till Eurovision Song Contest 2003, och sjöngs på engelska av Lou Hoffner.

Låten startade som nummer 10 ut den kvällen, efter Cyperns Stelios Konstantas med "Feeling Alive" och före Rysslands Tatu med "Ne Ver', Ne Boysia." När omröstningen var over hade låten fått 53 poäng, och hamnade på elfte plats av 26 bidrag.
Sången skrevs av Ralph Siegel och Bernd Meinunger, och är en upptempolåt där lyssnaren uppmanas att glömma sina problem och "vara glada och bli vänner". Lou hade även fem bakgrundssångare, två manliga och två kvinnliga. För Ralph Siegel var det 14:e gången han medverkade i tävlingen.

## Låtlista
1. Let's Get Happy (Original Version) - 3:00
2. Let's Get Happy (AC Energy Mix) - 3:00
3. Let's Get Happy (Dance Mix) - 4:40
4. Let's Get Happy (Marco de Jouge Mix) - 3:54
5. Let's Get Happy (Villa & Vernett 2-Step-Mix) - 3:05
6. Let's Get Happy (Original Karaoke Version) - 3:00

### Fotnoter
1. ↑  ”Listplacering”. http://swedishcharts.com/showitem.asp?interpret=Lou&titel=Let%27s+Get+Happy&cat=s. Läst 11 maj 2011.